# Coopération structurée permanente
Pour les articles homonymes, voir CSP.
La coopération structurée permanente (CSP, ou PESCO Permanent Structured Cooperation) est une disposition du traité de Lisbonne qui introduit la possibilité pour un noyau d'États de l'Union européenne de développer leur collaboration dans le domaine de la défense. Prévue pour voir le jour en 2010, elle est finalement activée en 2017 par un large groupe de vingt-cinq États membres de l'Union, ils sont rejoint en 2023 par le Danemark.
Elle constitue une disposition propre à la politique de sécurité et de défense commune, dérivée mais différente de la coopération renforcée instaurée par le traité d'Amsterdam. La coopération structurée permanente repose sur le concept d'intégration différenciée, souvent dénommé « Europe à deux vitesses ». Tandis que la PSDC implique tous les États membres, la CSP permet à un groupe de pays de prendre des engagements réciproques relatifs à l'augmentation et à la coordination de leurs dépenses de défense, à la participation à des programmes d'armement en coopération européenne et au renforcement des capacités opérationnelles de leurs forces armées.

## Dispositions du TUE
Le régime juridique de la coopération structurée permanente (CSP) est constitué des dispositions formées par les articles 42 paragraphe 6, 46 et le Protocole No 10 du traité de Lisbonne. Ces deux articles figurent dans le Titre V du TUE portant  « Dispositions générales relatives à l'action extérieure de l'Union et dispositions spécifiques concernant la politique étrangère et de sécurité commune ». Contrairement à la coopération renforcée qui peut s'appliquer à plusieurs domaines non définis à l'avance dans le TUE, la CSP est unique, s'inscrit dans le cadre de la PSDC et concerne donc exclusivement le domaine militaire.
L'article 42 du TUE dispose  au paragraphe 6 que :

« Les États membres qui remplissent des critères plus élevés de capacités militaires et qui ont souscrit des engagements plus contraignants en la matière en vue des missions les plus exigeantes, établissent une coopération structurée permanente dans le cadre de l'Union. Cette coopération est régie par l'article 46. Elle n'affecte pas les dispositions de l'article 43. »

L'Article 46 du TUE définit les modalités d'instauration de la CSP :

« 1.   Les États membres souhaitant participer à la coopération structurée permanente (...) notifient leur intention au Conseil et au haut représentant de l'Union pour les affaires étrangères et la politique de sécurité.
2.   (...) le Conseil adopte une décision établissant la coopération structurée permanente et fixant la liste des États membres participants. Le Conseil statue à la majorité qualifiée, après consultation du haut représentant. »

La majorité qualifiée se définit comme étant égale à au moins 55 % des membres du Conseil représentant les États membres participants, réunissant au moins 65 % de la population de ces États, conformément à l'article 238, paragraphe 3, point a), du traité sur le fonctionnement de l'Union européenne (TFUE).
L'objet, les conditions et les modalités de la coopération structurée permanente sont précisées au Protocole No 10 du traité de Lisbonne. Pour en être partie prenante, un État membre s'engage à développer ses capacités de défense afin d'intensifier ses contributions à la défense européenne et à participer aux principaux programmes européens d'équipement militaire. Les contributions aux opérations militaires doivent pouvoir s'inscrire dans le cahier des charges des groupements tactiques de l'UE. Pour atteindre ces objectifs, les États concernés doivent s'engager à :
- respecter les niveaux fixés en commun de dépenses d'investissement en matière d'équipements de défense, à coordonner leurs politiques de défense afin d'harmoniser leurs besoins ;
- mettre en commun autant que faire se peut les équipements, la formation du personnel et les moyens logistiques ;
- renforcer l'interopérabilité et la capacité de déploiement de leurs forces.

Le Protocole No 10 souligne aussi le rôle dévolu à la nouvelle Agence européenne de défense dans la coordination des plans, la mise en place de programmes d'équipement mutualités et l'évaluation des résultats.
Les textes ne prévoient pas un nombre minimum de pays participants pour que la CSP soit mise en œuvre.

## Mise en application différée (2010-2016)
Le Protocole No 10, dans son Article premier au point b), prévoit explicitement que la coopération structurée permanente soit mise en œuvre dès 2010 par les États qui le voudront, sans qu'un nombre minimum d'États ne soit fixé. En pratique, cela n'a pas été le cas, faute d'une volonté de l'Allemagne, de la France et du Royaume-Uni qui dominent le paysage européen de la défense de vouloir sauter le pas. Ces États ont préféré nouer des accords de coopération bilatéraux dont les objets et la portée sont toutefois dans l'esprit de la CSP. Il en va ainsi par exemple des accords de Lancaster House en 2010 entre la France et le Royaume-Uni, ou bien des accords passés entre l'Allemagne et les Pays-Bas.
Mais la CSP connaît un regain d'intérêt significatif depuis 2014. Lors de son élection à la présidence de la Commission européenne à l'été 2014, Jean-Claude Juncker identifie la CSP comme l'une de ses trois priorités en matière de politique étrangère de l'UE. Début 2015, un groupe de travail présidé par Javier Solana publie sous le titre « More Union in European Defence » un rapport qui préconise des avancées substantielles dans la formation d'une « Union européenne de défense » parmi lesquelles le recours à la CSP par un noyau de pays déterminés.
Au Conseil européen de Bratislava en septembre 2016, les vingt-sept - réunis sans le Royaume-Uni - convergent sur la priorité à accorder à la sécurité intérieure et extérieure de l'Union européenne. Le Conseil européen de décembre 2016 adopte le plan de mise en œuvre de la stratégie globale de l'Union, qui prévoit entre autres mesures concrètes de réaliser les travaux préparatoires à la mise en œuvre de la CSP.

## Lancement effectif en 2017
Lors du Conseil européen des 22 et 23 juin 2017, les dirigeants de l'UE s'accordent sur la nécessité de lancer une coopération structurée permanente qui soit inclusive et ambitieuse[style à revoir] afin de renforcer la sécurité et la défense en Europe. Les États membres doivent convenir d'une liste commune de critères et d'engagements, ainsi que de projets capacitaires concrets, afin d'engager cette coopération,. En juillet, à l'occasion d'une rencontre entre Emmanuel Macron et Angela Merkel, les deux pays réaffirment leur souhait de voir déboucher positivement les discussions sur la CSP et définissent une liste commune de ces critères. Le rapport « La coopération structurée permanente : perspectives nationales et état d'avancement » publié par le Parlement européen en juillet 2017 fait état de progrès dans la convergence des points de vue,.
Le 13 novembre 2017, en marge d'une réunion du Conseil des affaires étrangères de l'UE, les ministres de 23 États membres signent une notification conjointe sur la coopération structurée permanente (CSP) et la remettent à la Haute représentante et au Conseil. En négociation pour quitter l'UE, le Royaume-Uni ne signe pas cette notification ; l'Irlande, le Portugal, Malte et le Danemark ne sont pas non plus signataires de cette notification.
Le 7 décembre 2017, l'Irlande et le Portugal rejoignent les autres États prenant part à la CSP.
Cette notification conjointe est la première étape formelle de la mise en place de la CSP. Y figurent :
- les principes de la CSP, qui soulignent notamment que la « CSP est un cadre juridique européen ambitieux, contraignant et inclusif pour les investissements dans la sécurité et la défense du territoire de l'UE et de ses citoyens » ;
- la liste des « engagements communs ambitieux et plus contraignants » pris par les États membres, y compris « l'augmentation régulière, en termes réels, des budgets consacrés à la défense afin d'atteindre les objectifs convenus » ;
- des propositions concernant la gouvernance de la CSP, avec un niveau global permettant de maintenir la cohérence et l'ambition de la CSP, complétées par des procédures de gouvernance spécifiques au niveau des projets.

Selon les termes de l'article 46 du TUE, pour entrer dans les faits, une décision établissant la CSP doit encore être adoptée à la majorité qualifiée renforcée par le Conseil de l'UE.
Une très grande majorité des Etats membres se sont finalement ralliés à la CSP. Les commentaires soulignent que c’est la vision allemande qui l’a emporté, au détriment de celle de la France qui aurait voulu privilégier un « noyau dur » de pays et une réelle capacité de déploiement et de participation à des opérations militaires dites « de haute intensité »,.
Le 11 décembre 2017, le Conseil de l'UE en formation des ministres des Affaires étrangères adopte une décision établissant la coopération structurée permanente entre 25 États membres (CSP). Concomitamment à l'adoption de la décision établissant la CSP, les États membres participants ont également adopté une liste initiale de 17 projets devant être entrepris au titre de la CSP. Ces projets initiaux portent sur des domaines tels que la formation, le développement des capacités et l'état de préparation opérationnelle en matière de défense. Le 14 décembre 2017, les chefs d'État et de gouvernement des « 25 » pays qui participent à la CSP officialisent lors d'une cérémonie symbolique le lancement de cette coopération. Lors du Conseil européen du 6 mars 2018, les ministres de la Défense valident formellement la liste initiale des 17 projets collaboratifs, qui avaient fait l'objet d'un accord politique en décembre 2017, et adoptent une feuille de route pour la mise en œuvre de la coopération structurée permanente.
À la suite du référendum organisé le 1er juin 2022, où les électeurs danois ont soutenu l'adhésion du Danemark à la politique de sécurité et de défense commune de l'UE, le Danemark dépose sa candidature pour rejoindre la CSP. Le Conseil européen donne son feu vert le 23 mai 2023 faisant du Danemark le 26e membre de cet organe de l’Union européenne.

### Engagements communs
Les engagements communs pris par les 25 États signataires sont en synthèse les suivants :
- Augmenter en termes réels les budgets de la défense, dont la part consacrée aux investissements devra atteindre 20% (Engagements # 1 et 2).
- Accroître le nombre de projets capacitaires multinationaux et développer la recherche technologique de défense (# 3, 4,16 et 17).
- Coordonner et optimiser les plans nationaux de développement de capacités dans le cadre notamment les revues annuelles de défense conduites par l'Agence européenne de défense, contribuer à combler les lacunes capacitaires identifiées (# 6, 7, 8, 9, 15).
- Examiner les possibilités de mise en commun de capacités existantes (# 10).
- Développer la coopération en matière de cybersécurité (# 11).
- Rendre les forces nationales davantage déployables et inter-opérables pour être prêt à participer aux opérations de l'Union, à ses Groupements tactiques et aux structures multinationales existantes (# 12, 13 et 14).
- Participer au renforcement de la base industrielle de défense européenne en s'appuyant notamment sur l'Agence européenne de défense et sur l'OCCAr (18, 19 et 20).

### Modalités de mise en œuvre de la CSP
Les règles de gouvernance de la CSP sont adoptées le 25 juin 2018 par le Conseil de l'UE.
Le secrétariat de la CSP est assuré conjointement par le Service européen pour l'action extérieure, l'État-major de l'Union européenne et l'Agence européenne de défense. Point de contact unique de tous les États membres de l'UE participants à la CSP, ces organismes en assurent la coordination avec les autres processus et moyens et  de la politique de défense européenne que sont la Revue annuelle coordonnée de défense (CARD) et le Plan de développement des capacités gérés par l'EDA, ainsi que le Fonds européen de défense.

## Les projets de la CSP
Les 17 premiers projets collaboratifs menés dans le cadre de la CSP sont validés le 6 mars 2018 par le Conseil européen. Une deuxième liste de 17 projets est entérinée le 19 novembre 2018,. Le 12 novembre 2019, une troisième contenant 13 projets est signée par les ministres européens de la Défense,.
Les projets couvrent sept domaines : la formation, les opérations terrestres, les opérations maritimes, les opérations aériennes, la cyberdéfense et les systèmes de commandement, le soutien et l'espace.
Chacun des projets est mis en œuvre par un groupe d’États membres participant à la CSP (membres du projet) et est coordonné par un ou plusieurs États membres participants à la CSP (coordinateurs de projet). Les membres du projet peuvent s’accorder entre eux pour autoriser d’autres États membres participants à devenir membres du projet ou à devenir observateurs du projet.
La France est fortement impliquée dans la CSP. Elle participe à trente projets dont dix qu'elle conduit, devant l'Italie (26 projets), l'Espagne (24 projets) et l'Allemagne (16 projets). Elle est le pays coordonnateur de dix projets (contre 9 pour l'Italie, 6 pour l'Allemagne et 2 pour l'Espagne), parmi lesquels le ministère des Armées en met en évidence trois :
- La rénovation de l’hélicoptère d’attaque Tigre (Standard III) qui équipe déjà la France, l’Allemagne et l’Espagne, pour permettre de mieux le connecter avec des drones et des véhicules terrestres.
- La solution EU Radionavigation (EURAS) pour géo-localiser les forces avec précision, grâce à Galileo.
- Le « co-basing » pour faciliter l’accueil entre Européens sur les bases respectives et ainsi réagir plus rapidement en cas de crise.

| Dom. | L | Nom du projet | Pays leader  | Rôle France |
| ---- | - | --- | ------------ | ----------- |
| TRA  | 1 | European Union Training Mission Competence Centre (EUTMCC)                                                                                           | Allemagne    | P           |
| TRA  | 1 | European Training Certification Centre for European Armies                                                                                           | Italie       | N           |
| TRA  | 2 | Helicopter Hot and High Training | Grèce        | N           |
| TRA  | 2 | Joint EU Intelligence School | Grèce        | N           |
| TRA  | 2 | EU Test and Evaluation Centres | France       | L           |
| TRA  | 3 | Integrated European Joint Training and simulation Centre (EUROSIM)                                                                                   | Hongrie      | P           |
| TRA  | 3 | Special Operations Forces Medical Training Centre (SMTC)                                                                                             | Pologne      | N           |
| TRA  | 3 | EU Cyber Academia and Innovation Hub (EU CAIH) | Portugal     | N           |
| TRA  | 3 | CBRN Defence Training Range (CBRNDTR) | Roumanie     | P           |
| TRA  | 3 | European Union Network of Diving Centres (EUNDC) | Roumanie     | P           |
| LAN  | 1 | Deployable Military Disaster Relief Capability Package                                                                                               | Italie       | N           |
| LAN  | 1 | Armoured Infantry Fighting Vehicle / Amphibious Assault Vehicle / Light Armoured Vehicle                                                             | Italie       | N           |
| LAN  | 1 | Indirect Fire Support (EuroArtillery) | Slovaquie    | N           |
| LAN  | 1 | EUFOR Crisis Response Operation Core (EUFOR CROC) | Allemagne    | P           |
| LAN  | 2 | Integrated Unmanned Ground System (UGS) | Estonie      | P           |
| LAN  | 2 | EU Beyond Line Of Sight (BLOS) Land Battlefield Missile Systems                                                                                      | France       | L           |
| MAR  | 1 | Systems for Mine Countermeasures (MAS MCM) | Belgique     | O           |
| MAR  | 1 | Harbour & Maritime Surveillance and Protection (HARMSPRO)                                                                                            | Italie       | N           |
| MAR  | 1 | Upgrade of Maritime Surveillance | Grèce        | N           |
| MAR  | 2 | Deployable Modular Underwater Intervention Capability Package (DIVEPACK)                                                                             | Bulgarie     | P           |
| MAR  | 3 | Maritime Unmanned Anti-Submarine System (MUSAS) | Portugal     | P           |
| MAR  | 3 | European Patrol Corvette (EPC) | Italie       | P           |
| AIR  | 2 | European Medium Altitude Long Endurance Remotely Piloted Aircraft System – MALE RPAS (Eurodrone)                                                     | Allemagne    | P           |
| AIR  | 2 | European Attack Helicopters TIGER Mark III | France       | L           |
| AIR  | 2 | Counter Unmanned Aerial System (C-UAS) | Italie       | N           |
| AIR  | 3 | Airborne Electronic Attack (AEA) | Espagne      | P           |
| CYB  | 1 | European Secure Software-defined Radio (ESSOR) | France       | L           |
| CYB  | 1 | Cyber Threats and Incident Response Information Sharing Platform                                                                                     | Grèce        | N           |
| CYB  | 1 | Cyber Rapid Response Teams and Mutual Assistance in Cyber Security                                                                                   | Lituanie     | P           |
| CYB  | 1 | Strategic Command and Control (C2) System for CSDP Missions and Operations                                                                           | Espagne      | P           |
| CYB  | 2 | European High Atmosphere Airship Platform (EHAAP) –Persistent Intelligence, Surveillance and Reconnaissance (ISR) Capability                         | Italie       | P           |
| CYB  | 2 | One Deployable Special Operations Forces (SOF) Tactical Command and Control (C2) Command Post (CP) for Small Joint Operations (SJO) – (SOCC) for SJO | Grèce        | N           |
| CYB  | 2 | Electronic Warfare Capability and Interoperability Programme for Future Joint Intelligence, Surveillance and Reconnaissance (JISR) Cooperation       | Rép. tchèque | N           |
| CYB  | 3 | Cyber and Information Domain Coordination Center (CIDCC)                                                                                             | Allemagne    | N           |
| ENA  | 1 | European Medical Command (EMC) | Allemagne    | O           |
| ENA  | 1 | Network of logistic Hubs in Europe and support to Operations                                                                                         | Allemagne    | O           |
| ENA  | 1 | Mobilité militaire | Pays-Bas     | O           |
| ENA  | 1 | Energy Operational Function (EOF) | France       | L           |
| ENA  | 2 | Chemical, Biological, Radiological and Nuclear (CBRN) Surveillance as a Service (CBRN SaaS)                                                          | Autriche     | P           |
| ENA  | 2 | Co-basing | France       | L           |
| ENA  | 2 | Geo-meteorological and Oceanographic (GeoMETOC) Support Coordination Element (GMSCE)                                                                 | Allemagne    | P           |
| ENA  | 3 | Timely Warning and Interception with Space-based TheatER surveillance (TWISTER)                                                                      | France       | L           |
| ENA  | 3 | Materials and components for technological EU competitiveness (MAC-EU)                                                                               | France       | L           |
| ENA  | 3 | EU Collaborative Warfare Capabilities (ECoWAR) | France       | L           |
| ENA  | 3 | European Global R PAS Insertion Architecture System                                                                                                  | Italie       | P           |
| SPA  | 2 | EU Radio Navigation Solution (EURAS) | France       | L           |
| SPA  | 2 | European Military Space Surveillance Awareness Network (EU-SSA-N)                                                                                    | Italie       | P           |

| Domaine | Domaine                   | Lot | Lot                          | Code couleur | Code couleur    |
| ------- | ------------------------- | --- | ---------------------------- | ------------ | --------------- |
| TRA     | Training, Facilities      | 1   | Décision du 6 mars 2018      | L            | Coordinateur    |
| LAN     | Land, Formations, Systems | 2   | Décision du 19 novembre 2018 | P            | Participant     |
| MAR     | Maritime                  | 3   | Décision du 12 novembre 2019 | O            | Observateur     |
| AIR     | Air, Systems              |     |                              | N            | Non participant |
| CYB     | Cyber, C4ISR              |     |                              |              |                 |
| ENA     | Enabling, Joint           |     |                              |              |                 |
| SPA     | Space                     |     |                              |              |                 |